# Nickel-Mangan-Cobalt-Akkumulator

Schematischer Aufbau einer NMC-Lithium-Ionen-Zelle. NMC speichert Lithiumionen auf der Pluspolseite, Graphit auf der Minuspolseite.

Ein NMC-Akkumulator, umgangssprachlich meist NMC-Batterie genannt, ist ein Typ eines Lithium-Ionen-Akkumulators. Wie alle Akkumulatoren dient er dazu, elektrische Energie zu speichern und wieder abzugeben. Am positiven Pol dieses Akkumulators werden die namensgebenden Lithium-Nickel-Mangan-Cobalt-Oxide verwendet, die Lithiumionen abgeben und wieder aufnehmen können. Diese Oxide werden abgekürzt als Li-NMC, LNMC, NMC oder NCM bezeichnet, wodurch auch der Akkumulatortyp seinen Namen erhalten hat. Der Akkumulator gehört zu der Gruppe der Lithium-Ionen-Akkumulatoren und hat daher auch den gleichen, im Bild schematisch gezeigten Aufbau einer Zelle und dasselbe Funktionsprinzip wie alle Lithium-Ionen-Akkumulatoren. Der Unterschied liegt hauptsächlich in der chemischen Zusammensetzung auf der positiven Elektrode.

## Eigenschaften
Als Nennspannung einer einzelnen NMC-Akkuzelle wird zumeist 3,6 V oder 3,7 V genannt. Die Ladeschlussspannung hängt von der Elektrolytzusammensetzung ab und liegt oft bei 4,2 V. Um die für eine Anwendung erforderliche Spannung, Kapazität und Stromstärke zu erhalten, werden NMC-Zellen oft in Form eines Akkupacks, d. h. als Batterie im engeren Sinne, verkauft. In Akkupacks werden die Zellen in Serie und/oder parallel verschaltet, wobei die Spannung durch die Anzahl der in Serie geschalteten Zellen und die Stromstärke sowie die Kapazität durch die Anzahl der parallel geschalteten Zellen variiert werden kann.

## Verwendung

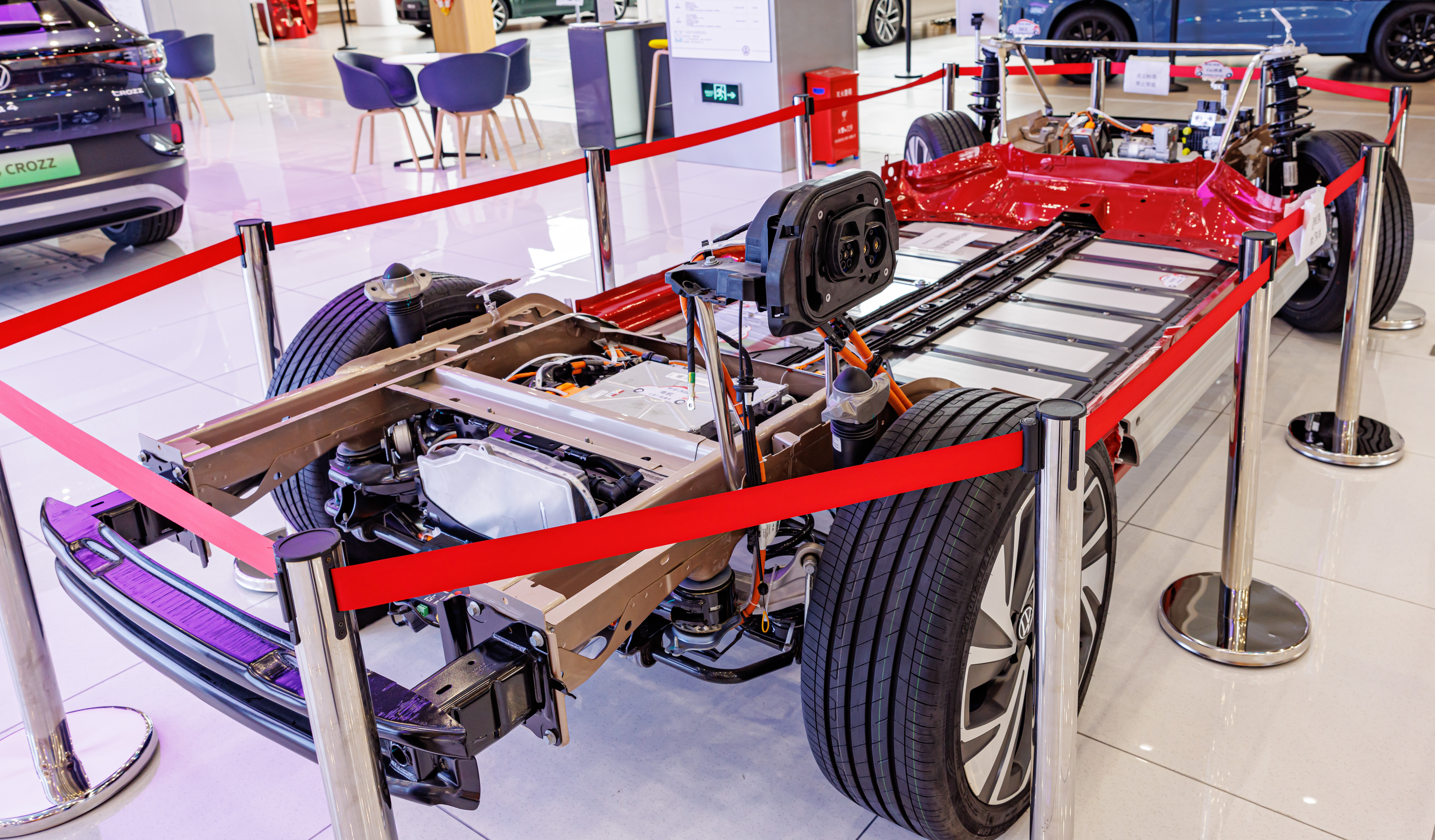
VW-MEB Plattform, gemeinsame Basis vieler E-Auto-Modelle der Volkswagen Gruppe. Im geöffneten Batteriekasten zwischen den Fahrzeugachsen liegen die Batterie-Module, die die NMC-Zellen enthalten.

NMC-Akkus finden sich in den meisten Pedelecbatterien und auch in den meisten Elektroautos. NMC-Akkus wurden 2011/2012 im BMW ActiveE eingebaut, und ab 2013 im BMW i8. Zu den Elektroautos mit NMC-Batterie zählen mit Stand 2020: Audi Q8 e-tron, Beijing Automotive Group EU5 R550, BMW i3, BYD Yuan EV535, Chevrolet Bolt (inkl. Opel Ampera-e), Hyundai Kona Electric, Jaguar I-Pace, Jiangling Motors JMC E200L, Nio ES6, Nissan Leaf, Renault Zoe, Roewe Ei5, Škoda Enyaq, VW e-Golf und VW ID.3. Bis 2018 waren in China, dem weltgrößten Markt für Batterie-Elektroautos, ungefähr drei Millionen dieser Fahrzeuge verkauft worden. 77 % der Gesamtkapazität der Akkus dieser Autos beruhten auf NMC. Es gibt nur wenige Elektroauto-Hersteller, die in ihren Antriebsbatterien kein NMC verwenden. Die wichtigste Ausnahme ist Tesla, da Tesla für seine Fahrzeuge NCA-Akkus und LFP-Akkus nutzt. Der Heimspeicher Tesla Powerwall basiert auf NMC der Größe 18650, genauso wie dessen Nachfolger Powerwall 2, allerdings der Größe 21700.
Auch für Mobilelektronik wie Mobiltelefone und Notebooks wird NMC eingesetzt. Für diese Anwendungen waren noch 2008 praktisch ausschließlich Akkus mit LCO, d. h. Lithiumcobaltoxid, verwendet worden, heute hat NMC die Rolle des wichtigsten Batteriematerials für die Pluspolseite übernommen. Eine weitere Anwendung von NMC-Akkus sind Batterie-Speicherkraftwerke. Beispielsweise wurden 2016 in Korea zwei solcher Speichersysteme mit NMC zur Frequenzregulierung installiert: eines mit 16 MW Leistung und 6 MWh Energie und eines mit 24 MW und 9 MWh. 2017/2018 wurde eine Batterie mit über 30 MW Leistung und 11 MWh in Newman im australischen Bundesstaat Western Australia errichtet und in Betrieb genommen.

## Vorteile
- Da Cobalt und Cobaltoxide wie Lithium-Cobalt(III)-oxid relativ teuer sind, ist NMC im Vergleich dazu kostengünstiger, was auch die Akkumulatoren günstiger macht.
- Durch die Vielzahl möglicher Zusammensetzungen lassen sich für verschiedene Anwendungen optimierte Kombinationen der einzelnen Akkuzellen finden, z. B. entweder für hohe Leistungen oder hohe Kapazität.
- NMC-Zellen und -Akkus können sehr langlebig sein. Eine auf umfangreichen Tests beruhende Abschätzung besagt, dass ein Elektroauto mit einem Akku, der mehrere tausende Male ge- und entladen wird, über 1,6 Millionen Kilometer zurücklegen könne, wenn es mit einem NMC-Akku des Typs LiNi0.5Mn0.3Co0.2O2/Graphit angetrieben wird. Manche Typen sind dabei auch für Schnellladen geeigneter.[14]

## Varianten
Wie alle Lithiumionenakkumulatoren kann auch die NMC-Batterie als Lithium-Polymer-Akkumulator ausgeführt sein, und auch alle Bauformvarianten wie Pouch-Zelle oder Rundzelle einschließlich der Knopfzelle sind möglich. Die Varianten, die sich durch die unterschiedlichen Oxidzusammensetzungen, d. h., durch verschiedene Mischungsverhältnisse von Lithium, Nickel, Mangan und Cobalt ergeben – wie z. B. NMC333, NMC622, NMC811 –, sind unter Lithium-Nickel-Mangan-Cobalt-Oxide beschrieben.

## Reaktionsgleichungen
Die Elektrode mit dem Ni-Mn-Co-Oxid bildet bei allen Betriebszuständen die Pluspolseite des Akkumulators. Beim Entladen findet im Oxid eine Reduktion statt, da es Elektronen aufnimmt. Die NMC-Elektrode ist in diesem Fall die Kathode, und die Reaktion lautet:
{\displaystyle \mathrm {Li} _{a-k}\mathrm {Ni} _{x}\mathrm {Mn} _{y}\mathrm {Co} _{1-x-y}\mathrm {O} _{2}+k\,\mathrm {Li} ^{+}+k\,\mathrm {e} ^{-}\;{\xrightarrow[{\color {red}{\mathsf {\!Kathode}}}]{\mathsf {\!Entladen}}}\;\;\mathrm {Li} _{a}\mathrm {Ni} _{x}\mathrm {Mn} _{y}\mathrm {Co} _{1-x-y}\mathrm {O} _{2}}  mit  {\displaystyle k<1}.
In allen bisher erhältlichen kommerziellen Lithium-Ionen-Zellen und damit auch im NMC-Akkumulator ist die wichtigste Reaktion auf der Minuspolseite beim Entladen eine Oxidation der Kohlenstoff-Lithium-Verbindung, die daher die Anode bildet:
{\displaystyle \mathrm {Li} _{k}\mathrm {C} _{n}\;\;{\xrightarrow[{\color {blue}{\mathsf {\!Anode}}}]{\mathsf {\!Entladen}}}\;\;n\,\mathrm {C} +k\,\mathrm {Li} ^{+}+k\,\mathrm {e} ^{-}}  mit  {\displaystyle n\geq 6}.
Beim Laden werden die beiden Reaktionen durch die von außen angebrachte Gleichspannung umgekehrt.